# Élisabeth de Grande-Bretagne
La princesse Elisabeth (Elizabeth Caroline; 10 janvier 1741 – 4 septembre 1759) est une membre de la Famille royale britannique, petite-fille de Georges II et sœur du Roi Georges III.

## Biographie
La princesse Élisabeth est née à Norfolk House, St james's Square, Westminster. Son père est Frédéric de Galles, fils aîné du Roi Georges II et de Caroline d'Ansbach. Sa mère est Augusta de Saxe-Gotha-Altenbourg. Elle est baptisée vingt-cinq jours plus tard à Norfolk House, par l'Évêque d'Oxford, Thomas Secker — ses parrains sont Charles-Guillaume-Frédéric de Brandebourg-Ansbach représenté par Lord Baltimore (Gentilhomme de la Chambre de son père), La Reine de Danemark (représenté par Anne, Vicomtesse Irwin) et la Duchesse de Saxe-Gotha (la tante de sa mère par alliance, représentée par Lady Jane Hamilton ).
Elle meurt le 4 septembre 1759 au Palais de Kew, à Londres, et est enterrée à l'Abbaye de Westminster.